# Jesus Christ Superstar (soundtrack)
Jesus Christ Superstar is de originele soundtrack, gecomponeerd door Andrew Lloyd Webber met tekst van Tim Rice voor de film Jesus Christ Superstar uit 1973 van Norman Jewison. Het album werd uitgebracht in 1973 door MCA Records.

## Achtergrond
De soundtrack voor de film werd gedirigeerd door André Previn en gezongen de filmcast. De soundtrack werd opgenomen in Engeland.
Oorspronkelijk komt de muziek van Lloyd Webber en Rice uit hun gelijknamige musicalalbum uit 1970 en hun gelijknamige rockopera die in 1971 in première ging.
Billboard selecteerde het soundtrackalbum als een van de "Top Album Picks" voor 16 juni 1973, waarbij werd opgemerkt dat de filmcast de populaire liedjes van de oorspronkelijke Britse cast met veel enthousiasme nieuw leven inblaast. Men vroeg zich af of de tweede uitgave dezelfde succes zou behalen, aangezien de eerste cast van MCA erg goed verkocht. 
Het album bereikte in september 1973 een notering-plek van #21 op Billboard's Top LPs and Tape-hitlijst. In Nederland stond het album 5 weken op de eerste plaats in de Elpee Top 10.

## Tracklijst
| Nr. | Titel                    | Duur |
| --- | ------------------------ | ---- |
| 1.  | Overture                 | 5:26 |
| 2.  | Heaven on Their Minds    | 4:22 |
| 3.  | What's the Buzz          | 2:30 |
| 4.  | Strange Thing Mystifying | 1:50 |
| 5.  | Then We Are Decided      | 2:32 |
| 6.  | Everything's Alright     | 3:36 |
| 7.  | This Jesus Must Die      | 3:45 |

| Nr. | Titel                             | Duur |
| --- | --------------------------------- | ---- |
| 1.  | Hosanna                           | 2:52 |
| 2.  | Simon Zealotes                    | 4:28 |
| 3.  | Poor Jerusalem                    | 1:36 |
| 4.  | Pilate's Dream                    | 1:45 |
| 5.  | The Temple                        | 5:26 |
| 6.  | I Don't Know How to Love Him      | 3:55 |
| 7.  | Damned for All Time / Blood Money | 4:37 |

| Nr. | Titel                           | Duur |
| --- | ------------------------------- | ---- |
| 1.  | The Last Supper                 | 7:12 |
| 2.  | Gethsemane (I Only Want to Say) | 5:39 |
| 3.  | The Arrest                      | 3:15 |
| 4.  | Peter's Denial                  | 1:26 |
| 5.  | Pilate and Christ               | 2:57 |
| 6.  | King Herod's Song               | 3:13 |

| Nr. | Titel                        | Duur |
| --- | ---------------------------- | ---- |
| 1.  | Could We Start Again Please? | 2:44 |
| 2.  | Judas' Death                 | 4:38 |
| 3.  | Trial Before Pilate          | 6:47 |
| 4.  | Superstar                    | 3:56 |
| 5.  | The Crucifixion              | 2:40 |
| 6.  | John Nineteen Forty-One      | 2:20 |

## Hitnoteringen

### NPO Klassiek Filmmuziek Top 200
| Positie | 43 | 15 | 16 |

## Prijzen en nominaties
| Jaar | Prijs                 | Categorie                                  | Genomineerde(n)                                         | Uitslag     |
| ---- | --------------------- | ------------------------------------------ | ------------------------------------------------------- | ----------- |
| 1974 | Academy Award (Oscar) | Beste originele nummers en bewerkte muziek | André Previn, Herbert W. Spencer en Andrew Lloyd Webber | Genomineerd |